# Ernst von Freyberg
Ernst Conrad Rudolf Freiherr von Freyberg-Eisenberg zu Allmendingen (* 26. Oktober 1958 in Genf) ist ein deutscher Jurist und Unternehmer. Er ist seit 2024 Präsident der Deutschen Assoziation des Malteserordens.

## Familie und Leben
Von Freyberg stammt aus dem schwäbischen Adelsgeschlecht der Freyberg-Eisenberg. Er ist der älteste von drei Söhnen aus der Ehe von Ulrich von Freyberg-Eisenberg (1924–2020) und Brita Gertrud Blohm. Sein Onkel ist Georg von Freyberg-Eisenberg.
Ernst von Freyberg heiratete am 14. Mai 2011 im Kloster Preuilly die französische Bankerin Élisabeth Marie Bernadette Montagne. Aus der Ehe stammen zwei Kinder.
Freyberg studierte von 1978 bis 1985 Rechtswissenschaften an der Ludwig-Maximilians-Universität München und der Rheinischen Friedrich-Wilhelms-Universität Bonn sowie 1986/87 an der Deutschen Universität für Verwaltungswissenschaften Speyer. Er war Rechtsreferendar am Landgericht Ulm. Im Jahr 1988 legte er seine zweite juristische Staatsprüfung am Oberlandesgericht Stuttgart ab.
Ernst von Freyberg ist Verwalter der familieneigenen Forstwirtschaft in Baden-Württemberg und Miteigentümer von Schloss Allmendingen.

## Berufliche Tätigkeiten

### Laufbahn in der Wirtschaft
Von 1988 bis 1991 war er für die TCR Europe Limited und Three Cities Research, Inc., Investmentgesellschaften des südamerikanischen Getränkekonzerns Bemberg Group (bekannt v. a. durch die Quilmes-Brauerei), in London und New York tätig.
Im Jahr 1991 gründete Freyberg das Beratungsunternehmen „Quadriga Finanz“, zusammen mit der britischen Hambros Bank und der französischen Credit National. Firmensitz war Berlin, Schwerpunkt war die Beratung bei der Privatisierung ostdeutscher Betriebe durch die Treuhandanstalt. 1994 firmierte es zu „Freyberg Hambros“ um und wurde zunehmend bei M&A-Transaktionen mittelständischer Unternehmen tätig. 1998 stieg die britische Merchant Bank Close Brothers mit 51 Prozent ein und „Freyberg Close Brothers“ entstand, Private-Equity-Gesellschaften wurden eine wichtige Kundengruppe. Bei Close Brothers war Freyberg bis Dezember 2012 CEO. Diese wurde 2009 von der japanischen Investmentbank Daiwa Securities SMBC gekauft und firmiert heute unter dem Namen „Daiwa Corporate Advisory GmbH“ und ist eine der führenden unabhängigen Corporate-Finance-Beratungen für mittelgroße Unternehmen.
Zudem ist/war er Mitglied verschiedener Aufsichtsräte und Beiräte, darunter der Malteser Deutschland gGmbH, der Vermögensverwaltung Flossbach von Storch AG, der Zeitarbeitsfirma Manpower GmbH und des IT-Dienstleisters Magirus AG.
Von 2012 bis 2016 war von Freyberg Aufsichtsratsvorsitzender der Werft Blohm + Voss. Von Freybergs Mutter war eine der Erbinnen der Blohm Familie.
Seit 2018 ist er CEO und Miteigentümer der Zell Group in Ehingen-Volkersheim, einem Unternehmen in der Systemtechnik und Oberflächentechnik.

### Istituto per le Opere di Religione (IOR)
Am 15. Februar 2013 wurde von Freyberg noch mit Zustimmung von Papst Benedikt XVI. von der Kardinalskommission des IOR zum Aufsichtsratspräsidenten ernannt – am 11. Februar 2013 hatte Papst Benedikt XVI. seinen Amtsverzicht bekannt gegeben. Freyberg trat die Nachfolge von Interimspräsident Ronaldo Schmitz an. Wegen seiner Beteiligung an der Werft Blohm + Voss, die auch Kriegsgerät produziert, wurde seine Ernennung kritisch kommentiert.
Als seine zwei wichtigsten Aufgaben betrachtet von Freyberg, Transparenz innerhalb der Strukturen und Prozeduren des IOR herzustellen sowie kriminelle Vorgänge wie Geldwäsche und Steuerhinterziehung, mit denen das Geldinstitut in der Vergangenheit immer wieder in Verbindung gebracht worden ist, aufzuklären und gegebenenfalls zu beenden.
Im Mai 2013 mandatiert der Aufsichtsrat des IOR unter dem Vorsitz von von Freyberg das Beratungsunternehmen Promontory mit der Durchsicht aller bestehenden Konten und der Unterstützung bei der Einführung von neuen Prozessen zur präzisen Identifikation von Kunden und Geschäftspartnern (KYC) und kündigt die erstmalige Veröffentlichung eines Jahresberichts an.  Am 1. Oktober 2013 veröffentlichte das IOR erstmalig einen extern testierten Jahresbericht.
Nach den Rücktritten des Generaldirektors Cipriani sowie dessen Stellvertreters Tulli übernahm von Freyberg am 1. Juli 2013 kommissarisch auch das Amt des Generaldirektors.
Im Juli 2014 trat Ernst von Freyberg als Präsident des IOR zurück. „In Phase eins hieß es, alle Konten zu checken, um sicher zu gehen, dass jeder Kunde bei uns auch ein Kunde sein soll. Das Zweite ist, die großen Fälle der Vergangenheit zu untersuchen, die als Gerücht immer präsent sind. Dort haben wir einmal die echten Fakten festgestellt. Drittens: Wir haben insbesondere dadurch Transparenz hergestellt, dass wir unseren Jahresabschluss ins Internet gestellt haben, so wie jede andere Finanzinstitution der Welt“, bilanzierte Ernst von Freyberg im Gespräch mit der ARD.
Er hat etwa 3000 Konten schließen lassen; sein Nachfolger als CEO wurde der Franzose Jean-Baptiste Douville de Franssu. Der Vatikan bestätigte dies am 9. Juli 2014.
Im Jahr 2022 wurde von Freyberg der Päpstliche Gregoriusorden verliehen.

### Malteserorden
Er ist seit 1988 Ritter des Malteserordens und als solcher unter anderem aktiv in der Begleitung der Pilgerfahrten nach Lourdes.
Von 2002 bis 2022 war er als Schatzmeister in der Deutschen Assoziation des Malteserordens tätig.
Der Malteserorden hat Ernst von Freyberg ab dem Jahr 2015 auch als Mitglied des Stiftungsrats der Deutschen Stiftung Patientenschutz berufen.
Seit Juni 2024 ist er als Nachfolger von Erich Prinz von Lobkowicz Präsident der Deutschen Assoziation des Malteserordens. Gleichzeitig übernahm Freyberg auch den Vorsitz des Aufsichtsrates der Malteser Deutschland gGmbH und des Stiftungsrates der Malteser Stiftung.